# Jørgen Jespersen (professor)
 Ikke at forveksle med modstandsmanden Jørgen Jespersen.
Jørgen Jespersen (født 6. november 1947) er en dansk dr.med. og professor emeritus ved Institut for Sundhedstjenesteforskning ved Syddansk Universitet, der har forsket i blodpropsygdomme.
Jørgen Jespersen blev student fra Esbjerg Statsskole i 1967 og cand.med. fra Aarhus Universitet i 1975, hvorfra han også i 1987 blev dr.med. på afhandlingen "Pathophysiology and clinical aspects of fibri-nolysis and inhibition of coagulation. Experimental and clinical studies with special reference to women on oral contraceptives and selected groups of thrombosis prone patients".
Tidligt i sit forskningsmæssige virke fattede han interesse for blodpropsygdomme og studerede blandt andet laboratoriemæssige og kliniske aspekter af koagulation og fibrinolyse. Hans mål har været at opspore patienter, der er i høj risiko for at få blodpropper for at kunne tilbyde dem en bedre behandling.
Som nyuddannet havde han job på kliniske afdelinger i Terndrup, Aalborg og Esbjerg. I 1986 blev han speciallæge i klinisk biokemi ved Esbjerg Centralsygehus, hvor han fra 1987 blev overlæge. Fra 1985 var han leder af Institut for Tromboseforskning ved Sydjysk Universitetscenter og fra 1994 adjungeret professor i Klinisk Blodpropforskning ved Odense Universitet. Fra 1999 var han ordinær professor ved Syddansk Universitet, hvor han har været med til at opbygge forskningsmiljøet på Afdeling for Tromboseforskning under Institut for Sundhedstjenesteforskning.
Da han i 2017 forlod sin stilling på Esbjerg Sygehus for at gå på pension, fortsatte han som professor emeritus ved Syddansk Universitet, ligesom han har udført opgaver på konsulentbasis for Medicinrådet.